# Corb marí antàrtic
El corb marí antàrtic (Phalacrocorax bransfieldensis) és un ocell marí de la família dels falacrocoràcids (Phalacrocoracidae) considerat sovint una subespècie de Leucocarbo atriceps o també dins el gènere Leucocarbo com Leucocarbo bransfieldensis

## Distribució
Habita la Península Antàrtica i les illes Shetland del Sud.